# Pezé-le-Robert
Pezé-le-Robert település Franciaországban, Sarthe megyében. Lakosainak száma 346 fő (2022. január 1.). Pezé-le-Robert Montreuil-le-Chétif, Ségrie, Vernie, Crissé és Mont-Saint-Jean községekkel határos.

## Népesség
A település népességének változása:
| Lakosok száma | 362  | 370  | 384  | 370  | 367  | 365  | 359  | 352  | 346  |
|               | 2013 | 2015 | 2016 | 2017 | 2018 | 2019 | 2020 | 2021 | 2022 |